# Dominion Pakistan
Het Dominion Pakistan was een onafhankelijke federale staat die ontstond in 1947 na de deling van Brits-Indië. Brits-Indië werd op 14 augustus 1947 gescheiden op basis van godsdienst in twee onafhankelijke landen: het Dominion Pakistan en het Dominion India. Het Dominion Pakistan bestond uit twee gebieden, het huidige Pakistan (destijds West-Pakistan geheten) en Bangladesh (destijds Oost-Pakistan). Beide gebieden werden hoofdzakelijk bewoond door moslims maar lagen ver uit elkaar. Het Dominion was een monarchie met de Britse vorst als staatshoofd (een Commonwealth realm). In 1956 werd de monarchie afgeschaft en de Islamitische Republiek Pakistan uitgeroepen. In 1971 werd Oost-Pakistan onafhankelijk onder de naam Bangladesh.
De Britse monarch werd vertegenwoordigd door een gouverneur-generaal, die veel uitvoerende macht had. Mohammed Ali Jinnah werd de eerste gouverneur-generaal, hij was ook voorzitter van de Muslim League. Door de deling van India ontstond er een volksverhuizing van moslims uit India naar Pakistan en van niet-moslims uit Pakistan naar India. Ongeveer 14 miljoen mensen verhuisden in die tijd.
Het dominion was in vijf regio's opgedeeld: Oost-Bengalen, (later Bangladesh), West-Punjab, Beloetsjistan, Sindh en de Noordwestelijke Grensprovincie.